# Lukanja
Lukanja este o localitate din comuna Slovenska Bistrica, Slovenia, cu o populație de 26 de locuitori.